# Popper (subcultura)

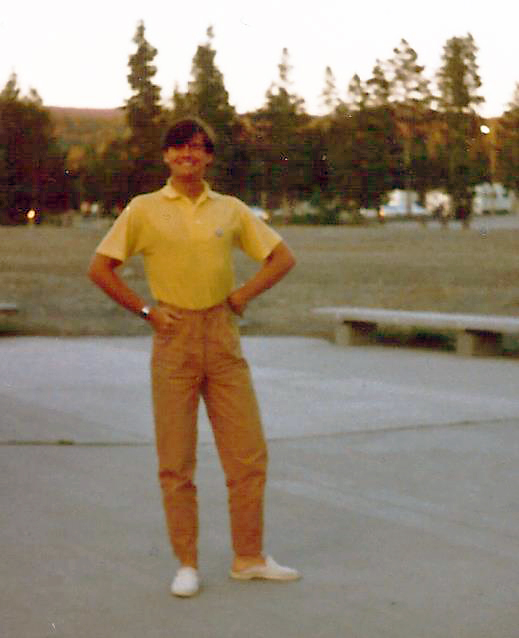
Popper en julio de 1981.

Popper fue una subcultura juvenil alemana de la primera mitad de la década de 1980. En Austria, también se refirieron a sí mismos como Esnob.

## Antecedentes
El movimiento juvenil se extendió en 1979, a partir de las escuelas primarias de Hamburgo, durante la primera mitad de la década de 1980. Sus miembros, en su mayoría eran parte de las clases medias a altas, conscientemente conformistas y apolíticos. Celebraron demostrativamente el consumo, por el cansancio y la protesta contra las culturas juveniles anteriores y existentes críticas para el consumidor (Rebelión v). Ella está en el camino como Subcultura comparables a los ocurridos en el mismo período Paninari de Milán y el Niños de peluche en la década de 1960.
A partir de 1984, el movimiento disminuyó bruscamente. Los miembros se graduaron de la escuela secundaria y se trasladaron a la universidad. Como resultado, los grupos existentes se disolvieron en su mayoría.

## Comportamiento
Una característica distintiva del movimiento Popper de las culturas juveniles occidentales anteriores fue un fetichismo de marca deliberadamente mostrado por primera vez. En este sentido, el movimiento Popper fue una influencia estilística para muchas modas posteriores y la industria textil, que en la época del Popper descubrió el énfasis de la marca como una característica de estilo de moda.
Marcas de moda exclusivas y caras como Burberry, Etienne Aigner AG, Burlington, Timberland, Fiorucci, Benetton Group, Diesel o Lacoste determinaron el aspecto externo del popper. El peinado típico era el poppertolle con particiones laterales; un corte de pelo corto con pelo muy corto, afeitado en la parte posterior del cuello, patillas afeitadas, pelo más largo, escalonado y un largo, asimétrico Ponyque cayó en la cara de tal manera que un ojo estaba completamente cubierto. Los medios preferidos de transporte de los poppers eran ciclomotores (por ejemplo, Bravo y Ciao de Piaggio) así como scooters de motor como el Vespa.